# دانشگاه پاویا

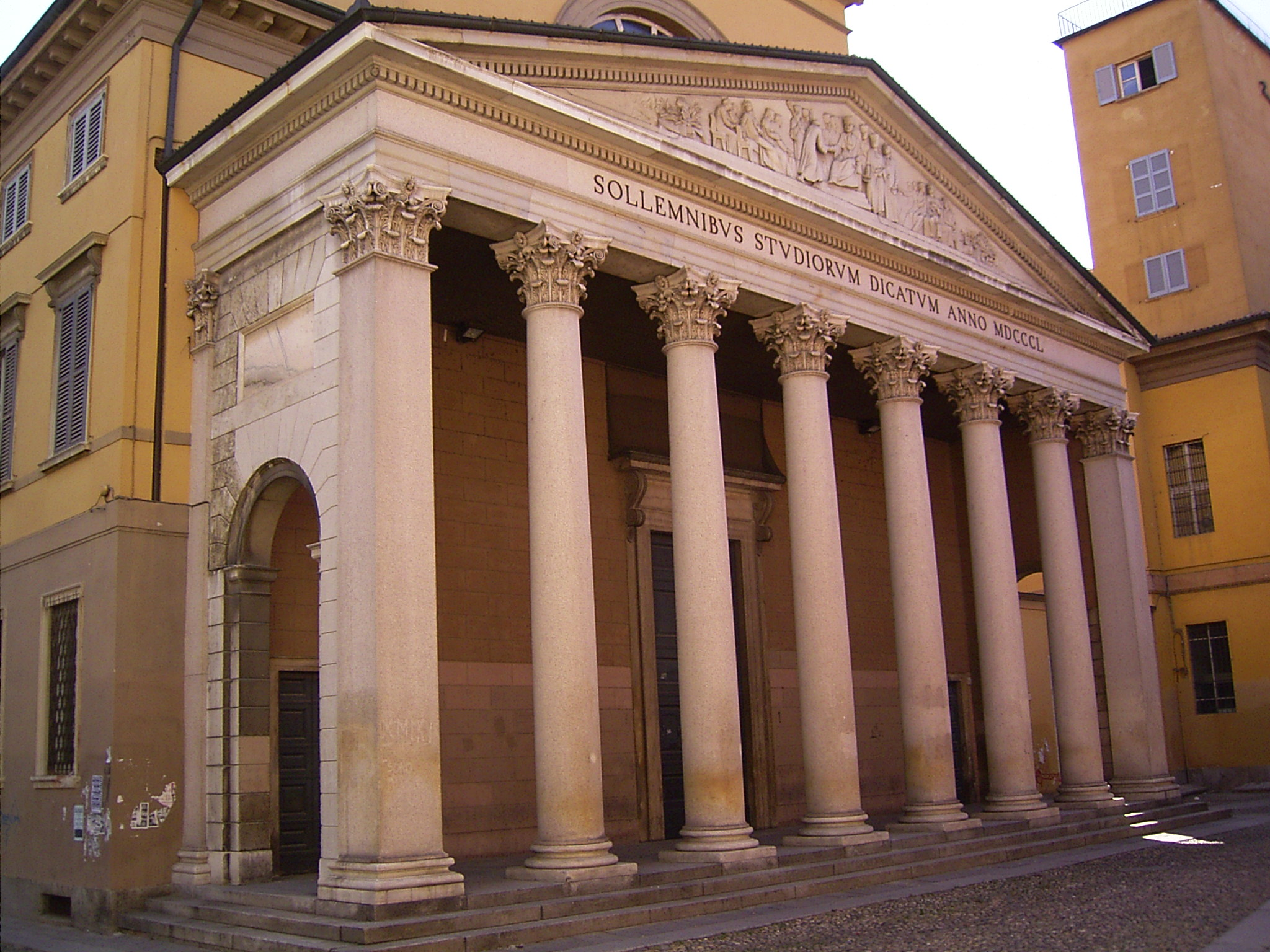

دانشگاه پاویا (به ایتالیایی: Università degli Studi di Pavia, UNIPV) یک دانشگاه واقع در پاویا، لمباردی، ایتالیا است که در سال ۱۳۶۱ میلادی تأسیس شده‌است. این دانشگاه از نه دانشکده تشکیل شده‌است.

## تاریخچه و وضعیت کنونی
دانشگاه پاویا یکی از قدیمی‌ترین دانشگاه‌های اروپا و همچنین هفدهمین دانشگاه قدیمی جهان است.
این دانشگاه در سال ۲۰۱۵ «بهترین دانشگاه» در میان موسسات آموزش عالی مدیوم سایز ایتالیا نام گرفت و در سال ۲۰۱۸، «بهترین دانشگاه ایتالیایی» در زمینه قدرت نسبی رشته پزشکی طبق رتبه‌بندی آکادمیک دانشگاه‌های جهان (ARWU)‌و رنکینگ QS شد.
پاویا به علت وجود دانشجویان ایتالیایی و بین‌المللی زیاد، یک شهر دانشجویی یا 'Citta Universitaria' محسوب می‌شود. جمعیت این شهر نزدیک به ۷۵ هزار نفر گزارش شده‌است که در حدود ۲۵ هزار نفر آن دانشجو می‌باشند.

## فارغ‌التحصیلان و دانشگاهیان سرشناس
- ائوجنیو بلترامی
- جرلامو کاردانو
- اوگو فسکولو
- کامیلو گلجی
- جولیو ناتا
- جیان دومنیکو رومانوسی
- کارلو روبیا
- آلساندرو ولتا

## افتخارات
- راجر بنیستر
- کارل الکساندر مولر
- هربرت الکساندر سیمون
- کارلو آدزلیو چیامپی
- ریکاردو موتی
- باب کان
- اروین نییر
- ژاک لو گوف
- پائولو روسی
- آمارتیا سن
- تورشتن ویزل
- جان الیوت گاردینر
- آلوارو سیزا
- ریچارد استالمن